# Фахет, Альфредо
Альфредо Эдуардо Фахет Отасо (исп. Alfredo Eduardo Faget Otazo; 1 июля 1923, Вертьентес, Камагуэй — 18 июля 2003, Гуайнабо, Пуэрто-Рико) — кубинский баскетболист. Участник летних Олимпийских игр 1948 и 1952 годов, серебряный призёр Центральноамериканских и Карибских игр 1946 года.

## Биография
Альфредо Фахет родился 1 июля 1923 года в кубинском городе Вертьентес.
В составе сборной Кубы по баскетболу в 1946 году завоевал серебряную медаль Центральноамериканских и Карибских игр в Барранкилье.
В 1948 году вошёл в состав сборной Кубы по баскетболу на летних Олимпийских играх в Лондоне, занявшей 13-е место. Провёл 6 матчей, набрал 15 очков (по 5 в матчах со сборными Перу и Ирана, 3 — с Мексикой, по 2 — с Аргентиной).
В 1952 году вошёл в состав сборной Кубы по баскетболу на летних Олимпийских играх в Хельсинки, поделившей 13-16-е места. Провёл 6 матчей, набрал 24 очка (9 в матчах со сборной Бельгии, 5 — с Египтом, по 4 — с Францией и Чили, 2 — с Болгарией).
Умер 18 июля 2003 года в пуэрто-риканском городе Гуайнабо.